# Проїзд Електриків
Проїзд Еле́ктриків — зникла вулиця Києва. Пролягав від Межигірської вулиці до вулиці Електриків. 

## Історія
Виник у 1950-х роках, ймовірно у складі майбутньої вулиці Електриків під назвою Нова вулиця. Назву Електриків проїзд отримав 1955 року. Ліквідований наприкінці 1970-х — на початку 1980-х років у зв'язку з переплануванням місцевості.